# Ola Gjeilo
Ola Gjeilo (ur. 5 maja 1978 w Skui w Norwegii) – norweski pianista i kompozytor muzyki poważnej.

## Życiorys
Urodził się 5 maja 1978 w Skui w Norwegii. Po ukończeniu studiów pierwszego stopnia na Norweskiej Akademii Muzycznej w Oslo kontynuował naukę w Royal College of Music w Londynie i Juilliard School w Nowym Jorku - którą ukończył w 2006 roku.
Komponuje głównie muzykę chóralną, ale także fortepianową i orkiestralną. W 2012 roku album "Northern Lights" z muzyką chóralną Oli Gjeilo, nagrany przez Phoenix Chorale, został wyróżniony przez serwis iTunes jako "Album roku" w kategorii "wokalna muzyka klasyczna.

## Wybrane kompozycje
- Sunrise Mass
- Ubi Caritas
- Dark Night of the Soul
- Luminous Night of the Soul
- The Ground
- Serenity (O Magnum Mysterium)
- Northern Lights
- Unicornis Captivatur